# ۴۸ قانون قدرت
۴۸ قانون قدرت (به انگلیسی: The 48 Laws of Power)  نوشتهٔ رابرت گرین، یک راهنمای استراتژیک است که به بررسی اصول و قواعدی می‌پردازد که در دنیای قدرت، سیاست و روابط اجتماعی نقش دارند. این کتاب به‌طور خاص به‌طور عملی و تئوریک نشان می‌دهد که چگونه افراد می‌توانند قدرت خود را افزایش دهند و در موقعیت‌های مختلف اجتماعی و کاری موفق شوند. گرین در این اثر ۴۸ قانون یا اصل را معرفی می‌کند که هر کدام به‌طور مفصل با داستان‌های تاریخی و مثال‌های واقعی از شخصیت‌های بزرگ سیاسی و نظامی جهان توضیح داده می‌شود.
کتاب 48 قانون قدرت در ابتدا برای مدیران و رهبران نوشته شد، اما به‌دلیل محتوای گسترده و کاربردی، به‌عنوان یک مرجع برای همه افرادی که به دنبال موفقیت و قدرت هستند، شناخته می‌شود. برخی از این قوانین می‌توانند به شیوه‌ای چالش‌برانگیز و حتی بی‌رحمانه در نظر گرفته شوند.

### پنجمین کتاب
کتاب «۴۸ قانون قدرت» شامل ۴۸ فصل مستقل است که هر یک از آن‌ها بر روی یک قانون خاص خاص است. هر قانون، با توضیحی کوتاه آغاز می‌شود، سپس با داستان‌ها، حکایات تاریخی، نقل‌قول‌ها و تحلیل‌های نویسنده به طور خلاصه شرح داده می‌شود. به طور کلی ساختار کتاب به گونه‌ای است که خواننده می‌تواند به صورت پراکنده و بدون نیاز به مطالعه‌ی ترتیبی از کتاب بهره‌برداری شود.

### برخی از قوانین معروف کتاب
از میان قوانین مطرح شده، می توانم به چند نمونه اشاره کنم:
1. هرگز از رئیس خود پیشی نگیرید : این قانون بر حمایت از مقامات و رهبران رایزنی و توصیه می‌کند که در محیط‌های شغلی، از ایجاد خطر یا رقابت با مدیران خودداری کنید.
2. زیاد صحبت نکنید : قدرت در کم‌گفتاری نهفته است. گاهی اوقات اوقات و دقت در شنیدن می‌توان بیشتر کرد.
3. دشمنان خود را از بین می‌برند : این قانون، در مورد این صحبت می‌کند که یک دشمن شکست‌خورده، همچنان می‌تواند خطری در آینده داشته باشد و بهتر است قدرت را به طور کامل خنثی کنید.
4. دیگران را از خود نگه دارید : اگر دیگران به شما نیاز دارند، قدرت شما بر آن‌ها بیشتر خواهد شد.
5. دوستان خود را آزمایش کنید : به دوستان خود اعتماد نکنید که آن‌ها را بیازمایید، زیرا دشمنان بهتر از دوستان عمل می‌کنند.

این قوانین، نمونه‌هایی از قوانین است که نویسنده با ذکر مثال‌ها و وقایع تاریخی، آن‌ها را برای خواننده روشن‌تر می‌سازد.

### نویسنده و سبک کتاب
رابرت گرین ، نویسنده کتاب، پیش از نویسندگی در حوزه های مختلف از جمله بازیگری، نویسندگی تبلیغات و روزنامه نگاری فعالیت کرده است. سبک نگارش او در این کتاب برای بهره گیری از تاریخ، فلسفه و روانشناسی است. گرین در این کتاب از منابع منابعی مانند نوشته‌های ماکیاولی، سون تزو، تاریخ‌نگاری اروپای قرون‌وسطی، داستان‌های شرق آسیا و تمدن‌های باستانی الهام گرفته شده و به زبانی ساده و در عین حال قاطع، مخاطب را با اصول قدرت و استفاده آشنا می‌سازد.

## پیش‌زمینه

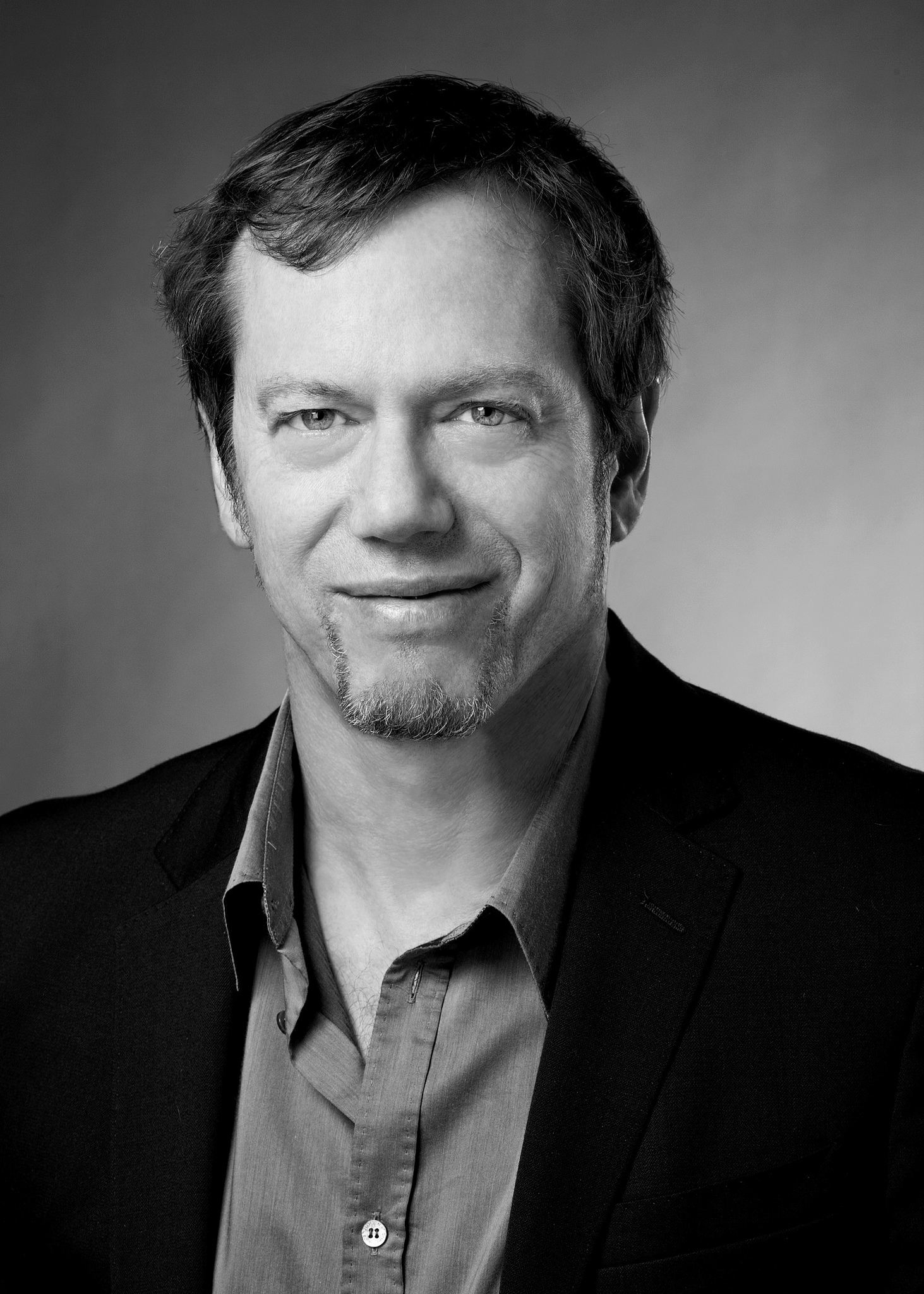
رابرت گرین در جوانی

رابرت گرین نویسنده کتاب، در ابتدا علاقه‌اش محدود به حیطۀ ورزش بود. سپس در مطالعات کلاسیک مدرک گرفت و دید که چگونه قدرت «تاریخ» را شکل داده است. او در ابتدا در هالیوود به عنوان یک نویسنده مشغول به کار بود. گرین از همانجا ایده‌هایی درباره ۴۸ قانون قدرت در ذهن داشت. او به این نتیجه رسیده بود که مردمان قدرتمند امروزی، ویژگی‌های مشترکی با شخصیت‌های قدرتمند در تاریخ داشته‌اند. در سال ۱۹۹۵، گرین به عنوان یک نویسنده در مدرسه هنر و رسانه‌ای فابریکا کار می‌کرد و با انتشارات جوست الفرز آشنا شد. گرین به ناشر دربارهٔ یک کتاب با موضوع «قدرت» پیشنهاد داد و شش ماه بعد، الفرز از او درخواست کرد تا یک نسخه از این کتاب را بنویسد.
گرین خود ماجرایش را اینگونه تعریف می‌کند: 
سال ۱۹۹۶ بود و من در یک دو راهی شغلی قرار داشتم. من در هالیوود به عنوان نویسنده کار می‌کردم و البته بسیار ناراضی بودم. شش ماه قبل ایده‌ای برای کتابی مطرح کرده بودم و شرکت بسته‌بندی کتاب جوست الفرز، به من پیشنهاد کرد که یک نسخه آن برایشان بنویسم. من وسوسه شدم، اما برای نوشتن یک نسخه باید حداقل دو ماه وقت می‌گذاشتم تا کمی تحقیق کنم و آن را واقعا خوب کنم. این به این معنی بود که باید شغل سینمایی را که به من پیشنهاد شده بود کنار می‌گذاشتم و خودم را متعهد به این مسیر شغلی جدید می‌کردم. من نمی‌توانستم چنین تعهدی داشته باشم؛ اگرچه از شغلم ناراضی بودم، اما راحت بودم. سپس، داشتم زندگی‌نامه مورد علاقه‌ام درباره ژولیوس سزار را بازخوانی می‌کردم و به آنجایی رسیدم که سزار تصمیم گرفت برای جنگ با پومپه از رودخانه روبیکن عبور کند. حتی اگر سربازان کمی با خود داشت. این به معنای آغاز یک جنگ داخلی و حرکت در برابر ریسک‌های باورنکردنی بود؛ ولی او تصمیم گرفت از روبیکن عبور کند. همانطور که داشتم این سرگذشت را می‌خواندم، خودم را جای سزار گذاشتم و تصور کردم چه خطرات دیوانه کننده‌ای برای او وجود داشت... با خودم گفتم: حساسیت وضعیت من خیلی کمتر است؛ پس من از سزار پیروی می‌کنم و نه تنها نسخه پیشنهادی کتابم را می‌نویسم، بلکه سه ماه هم برای به درستی نوشتنش اختصاص می‌دهم! خب، باید پول قرض می‌کردم و رابطه‌ام را با دنیای سینما قطع می‌کردم. همانطور که سزار به من نشان داد، هرچه بیشتر از دست می‌رفتم، سخت‌تر تلاش می‌کردم...
گرین نسخه پیشنهادی را نوشت که بعدها به کتاب «۴۸ قانون قدرت» تبدیل شد. او از خلق این کتاب به عنوان نقطه عطف زندگی خود نام برد.

## اهداف نویسنده
گرین می‌گوید: «درس بعدی قدرت را زمانی که به عنوان نویسنده در هالیوود شروع به کار کردم یاد گرفتم. فهمیدم که هر معامله تجاری یا شخصی، حول محور کسی می‌چرخد که قدرت بیشتری را به‌دست می‌آورد. متوجه شدم که نخبگان قدرت هالیوود متفاوت از آتنی‌های باستان یا امپراتوران چینی که در مطالعات کلاسیکم با آنها روبرو شده بودم عمل نمی‌کنند.» سپس او تصمیم گرفت که بینش خود را در یک کتاب به اشتراک بگذارد. گرین می‌گوید: «می‌خواستم نشان دهم آنچه در حال وقوع است، چیز جدید نیست. [انگار] هیچ‌کس نمی‌خواست در مورد چگونگی انجام این بازی‌دادن‌های باورنکردنی در طول این هزاران سال صحبت کند.»

## محتوای کتاب
کتاب ۴۸ قانون قدرت در ۴۸ فصل یا «قانون» نوشته شده‌است و هر فصل از کتاب، قانون تازه‌ای را معرفی می‌کند. رابرت گرین در هر فصل ابتدا قانون و خلاصه‌ای از آن را معرفی می‌کند؛ سپس در ادامه به تشریح مفصل آن و آوردن نمونه‌هایی از افراد موفق تاریخ که از قانون مورد نظر بهره برده‌اند می‌پردازد و در آخر فصل نیز مطالب را جمع‌بندی می‌کند. ۴۸ قانون آمده در هر فصل کتاب عبارت‌اند از: 
قانون ۱: هرگز بیشتر از رئیستان ندرخشید.
قانون ۲: هرگز بیش از حد لازم به دوستان خود اعتماد نکنید و بیاموزید که از دشمنانتان بهره ببرید.
قانون ۳: قصد و نیت خود را پنهان کنید.
قانون ۴: همیشه کمتر از نیاز صحبت کنید.
قانون ۵: اعتبار و شهرت، سهم مهمی در موفقیت دارند، آن را با چنگ و دندان حفظ کنید.
قانون ۶: به هر شکلی که شده توجه همه را به خود جلب کنید.
قانون ۷: از دیگران کمک بگیرید و هدف خود را پیش ببرید، اما آن را به نام خودتان تمام کنید.
قانون ۸: دیگران را جذب خود کنید و اگر لازم دیدید از آن ها به عنوان طعمه استفاده کنید.
قانون ۹: هرگز با بحث و مجادله، پیروزی خود را به رخ نکشید؛ بلکه آن را با عمل نشان دهید.
قانون ۱۰: از افرادی که زانوی غم بغل می کنند و بداقبال هستند، دوری کنید.
قانون ۱۱: دیگران را به خودتان متکی کنید.
قانون ۱۲: برای خلع سلاح قربانی خود از صداقت و بخشندگی گزینشی استفاده کنید.
قانون ۱۳: وقتی از کسی درخواست کمک دارید روی منافعی که از این کمک نصیبش می شود تاکید کنید و به قدرشناسی و مهربانی او اهمیت ندهید.
قانون ۱۴: مثل دوست باشید اما مانند جاسوس رفتار کنید.
قانون ۱۵: دشمن خود را قلع و قمع کنید.
قانون ۱۶: از نبود خود برای بالا بردن احترام و عزت استفاده کنید.
قانون ۱۷: دیگران را در تردید و ترس نگه دارید و فضایی غیرقابل پیش بینی ایجاد کنید.
قانون ۱۸: برای مراقبت از خود دیوار نکشید؛ انزوا خطرناک است.
قانون ۱۹: رقیب یا دشمن خود را بشناسید و به اشتباه مزاحم فرد دیگری نشوید.
قانون ۲۰: به هیچ کس متعهد نباشید.
قانون ۲۱: برای فریب دادن آدم های احمق، احمقانه رفتار کنید.
قانون ۲۲: از تاکتیک تسلیم بهره بگیرید؛ ضعف را به قدرت تبدیل کنید.
قانون ۲۳: توان خود را متمرکز کنید.
قانون ۲۴: مانند یک درباری رفتار کنید.
قانون ۲۵: خود را از نو خلق کنید.
قانون ۲۶: دست هایتان را آلوده نکنید.
قانون ۲۷: از نیازها و نقطه های ضعف دیگران نهایت بهره را ببرید تا بی چون و چرا از شما پیروی کنند.
قانون ۲۸: متهورانه وارد عمل شوید.
قانون ۲۹: تمام مسیر را از ابتدا تا انتها برنامه ریزی کنید.
قانون ۳۰: دستاوردهایتان را ساده نشان دهید.
قانون ۳۱: گزینه ها را تحت کنترل درآورید؛ دیگران را وادار کنید که همان کارت های انتخاب شما را بازی کنند.
قانون ۳۲: تخیل مردم را به بازی بگیرید.
قانون ۳۳: نقطه ضعف دیگران را پیدا کنید.
قانون ۳۴: شاهانه رفتار کنید.
قانون ۳۵: مدیریت زمان را بیاموزید.
قانون ۳۶: هر آنچه را که نمی توانید به دست بیاورید، حقیر کنید. زیرا نادیده گرفتن، بهترین انتقام است.
قانون ۳۷: نمایشی تمام عیار به راه بیندازید.
قانون ۳۸: هر جور دوست دارید بیندیشید اما مانند دیگران رفتار کنید.
قانون ۳۹: از آب گل آلود ماهی بگیرید.
قانون ۴۰: ناهار مجانی را قبول نکنید.
قانون ۴۱: پایتان را در کفش بزرگان نکنید.
قانون ۴۲: چوپان را بترسانید تا گوسفندان فرار کنند.
قانون ۴۳: روی قلب و ذهن افراد کار کنید.
قانون ۴۴: با استفاده از اثر آینه، دیگران را خلع سلاح و خشمگین کنید.
قانون ۴۵: در مورد تغییر صحبت کنید اما سریع آن را به اجرا درنیاورید.
قانون ۴۶:هرگز خیلی کامل به نظر نرسید.
قانون ۴۷: بیاموزید که کجا ترمز کنید.

## عرضه
کتاب ۴۸ قانون قدرت برای اولین‌بار در سال ۱۹۹۸ توسط انشارات وایکینگ پرس در آمریکا منتشر شد و به سرعت به کتابی پر‌فروش و بحث‌برانگیز تبدیل گشت. این کتاب از آن زمان تا امروز، بارها توسط انتشارات گوناگون تجدید چاپ شده‌است.
بعدها با توجه به استقبال زیاد مخاطبان از کتاب، رابرت گرین تصمیم گرفت تا نسخه فشرده شده‌ای را هم از این کتاب بنویسد که در ایران فقط توسط نشر یوشیتا ترجمه و به چاپ رسیده‌است.

### در ایران
انتشارات هورمزد برای اولین‌بار در سال ۱۳۹۴ این کتاب را در ایران با ترجمه فرناز کامیار در ۵۶۰ صفحه به چاپ رساند. سپس دیگر ناشران ازجمله نسل نو‌اندیش با ترجمه فاطمه باغستانی، شاهدخت پاییز، آزرمیدخت، نیک فرجام و نشر یوشیتا نیز نسخه‌های مختلفی از این کتاب را ترجمه و روانه بازار کردند.
کتاب ۴۸ قانون قدرت از همان سال چاپ تا امروز، همواره یکی از پرفروش‌ترین کتاب‌های ایران بوده‌است.

## بازخورد
۴۸ قانون قدرت با تبلیغات رپرهایی مانند فیفتی سنت، کانیه وست، جی-زی و باستا رایمز که از آن به‌عنوان راهنمای پیشروی در تجارت بی‌رحمانه موسیقی یاد می‌کردند، پر‌حاشیه شد. به مرور نفوذ آن تا سرمایه‌گذاران وال استریت، ستارگان هالیوودی مانند ویل اسمیت و تهیه‌کنندگانی مانند برایان گریزر، و بازیکنان NBA، به ویژه اندرو باینام و کریس بوش نیز گسترش یافت.
تا سال ۲۰۱۱ بیش از ۱٫۲ میلیون نسخه از کتاب این کتاب در ایالات متحده آمریکا به فروش رفت و کتاب به ۲۴ زبان ترجمه شد. مجله فست کامپانی این کتاب را یک «کلاسیک فرقه‌ای بزرگ» خوانده‌است و روزنامه لس آنجلس تایمز اشاره کرده‌است که ۴۸ قانون قدرت، گرین را به قهرمان «فرقه‌ای از گروه‌های هیپ هاپ، اعضای هالیوود و زندانیان» تبدیل کرده‌است.
گفته شده که کتاب ۴۸ قانون قدرت در کتابخانه‌های زندان‌های آمریکا بسیار درخواست شده‌است و به عنوان متن سال اول در برخی از کالج‌های آمریکایی مورد مطالعه قرار گرفته‌است. رپر فیفتی سنت اظهار کرده‌است که او با این کتاب «بلافاصله» همدردی می‌کند و با پیشنهاد همکاری با گرین، کتاب «قانون پنجاهم» که به یک دیگر از فروش برتر روزنامه نیویورک تایمز تبدیل شد، را تولید کرده‌است. همچنین برای برخورد با تهیه‌کنندگان مشکل ساز، باستا رایمز و دریوس جکسون از کتاب ۴۸ قانون قدرت استفاده کرده‌اند.
دی‌جی پریمیر، تتویی براساس قانون شماره ۵ کتاب یعنی «شهرت پایه قدرت است» را به عنوان شعاری الهام بخش بر روی بازوی خود دارد و دی‌جی کالوین هریس نیز «با جسارت وارد شوید» را بر اساس قانون شماره ۲۸ بر بازوی خود تتو کرده. همچنین، کتاب ۴۸ قانون قدرت در آهنگ‌هایی از یو‌جی‌کی، جی-زی، کانیه وست, سنترال سی، ام‌اف دوم و دریک ذکر شده‌است.
داو چارنی بنیان‌گذار و مدیرعامل سابق آمریکن اپارل، به‌طور مکرر در جلسات هیئت مدیره شرکت به این کتاب اشاره می‌کرد. او حتی نسخه‌هایی از این کتاب را به تمام دوستان و کارمندانش هدیه داد و رابرت گرین را به در هیئت مدیره آمریکن اپارل استخدام کرد. همچنین، مدعی شده‌است که رئیس پیشین کوبا، فیدل کاسترو نیز این کتاب را خوانده باشد. چندین زندان آمریکایی نیز این کتاب را ممنوع کرده‌اند.
کتاب ۴۸ قانون قدرت به عنوان الگویی برای فیفتی سنت، جی-زی، باستا رایمز، مایکل جکسون، کورتنی لاو (که در جریان محاکمه بر سر موادمخدر با آن دیده شد) و ویل اسمیت دیده شده‌است.

## انتقادات
جفری ففر استاد دانشگاه استنفورد و استاد مدیریت درباره کتاب ۴۸ قانون قدرت گفت: «مردم چنین فهرستی را دوست دارند، اما ۴۸ قانون خیلی زیاد است. اگر به مردم فهرستی از این ۴۸ عنوان بدهید، مطمئناً در شرایطی که نیاز به استفاده ازشان دارند، آن‌ها را به خاطر نخواهند آورد!» او همچنین اشاره می‌کند که:
«قوانین گرین مشکل دارند؛ زیرا براساس نمونه‌های تاریخی انتخاب شده‌اند. چرا او قوانین را بر پایه تحقیقات مستحکم، مانند پژوهش یا آزمایش طرح نکرده‌است؟ مثلاً، اگر به پزشکی مراجعه کنید و او بگوید که شما یک بیماری دارید و ما درمانش را می‌دانیم زیرا آن را روی «یک نفر» امتحان کردیم و جواب داد، آیا ترجیح نمی‌دهید درمان‌تان را بر اساس یک مطالعه طولانی‌مدت‌تر انجام دهید؟»
کارول کندی، نویسنده مجله کارگردان گفت که برخی از به اصطلاح «قوانین» گرین متناقض به نظر می‌رسند و این صرفاً اثری «فرهنگی و آموزشی» است. مجله نقد و بررسی کتاب کیرکوس بیان کرد که: «گرین هیچ مدرکی را برای پشتوانه دادن به دیدگاهش ارائه نداده‌است؛ قوانین او با یکدیگر در تضاد هستند و اینکه کتاب به سادگی مزخرف است!» همچنین جری آدلر نویسنده مجله نیوزویک، راه‌هایی از قوانین کتاب را فهرست می‌کند که با یکدیگر در تضاد هستند و می‌گوید: «گرین در عکس‌العمل به این موضوع، به بهترین حجتی که پس از عهد جدید برای فروتنی و عدم شهرت وجود دارد، دست یافته‌است.»
کتاب ۴۸ قانون قدرت کالج میلساپس و راماپو مورد مطالعه قرار گرفته است.